# Bärenklau (Schenkendöbern)
Bärenklau (niedersorbisch Barklawa) ist ein Ortsteil der Gemeinde Schenkendöbern im Landkreis Spree-Neiße in Brandenburg.

## Geografie und Verkehrsanbindung
Bärenklau liegt in der Niederlausitz. Benachbarte Orte sind Pinnow im Norden, Lübbinchen im Nordosten, der Hauptort Schenkendöbern im Osten, Atterwasch im Südosten, Grabko im Süden, das zur Gemeinde Jänschwalde gehörende Drewitz im Südwesten sowie Schönhöhe in der Gemeinde Tauer im Westen. Zu Bärenklau gehört der Wohnplatz Bärenklau-Vorwerk.
Bärenklau liegt an der L 50. Die B 320 verläuft unweit nördlich und östlich.

## Geschichte
Der Ort Bärenklau wurde am 1. Dezember 1295 erstmals urkundlich erwähnt. Damals lautete der Ortsname „Bernbruch“, dabei handelt es sich um eine Namensübertragung von dem Dorf Bernbruch im Landkreis Leipzig, dieser Ortsname beschreibt eine „Siedlung im Bruch, die einem Mann namens Bero gehört“. 1602 erfolgte die Namensänderung zu Bärenklau, nach der Pflanze. Das Straßendorf gehörte bis 1563 zum Benediktinerinnen-Kloster Guben. Daraufhin wechselte das Gut Bärenklau mehrfach den Besitzer. Nach dem Wiener Kongress kam die Niederlausitz und somit auch Bärenklau an das Königreich Preußen. Dort lag der Ort im Amtsbezirk Bärenklau im Landkreis Guben.
In den Jahren 1928 bis 1930 ließ der damalige Gutsbesitzer, der Gubener Tuchfabrikant Ernst C. Lehmann, das Schloss Bärenklau als neues Herrenhaus von dem Berliner Architektenbüro Breslauer und Salinger errichten – es gilt als das jüngste Schloss Brandenburgs. Im Jahr 1946 wurde das Gut enteignet und auf 38 Bauern und Kleinbesitzer aufgeteilt. Das Schloss diente daraufhin als Erholungsheim, Gewerkschaftsschule und zwischen 1956 und 1990 als Genesungsheim für Tumorkranke. Nach 1990 wurde es privatisiert und saniert. Im Jahr 2021 wurde es von einer Kunststiftung gekauft.
Am 25. Juli 1952 wurde Bärenklau dem neu gebildeten Kreis Guben im Bezirk Cottbus zugeteilt und lag nach der Wende im Landkreis Guben in Brandenburg. Ab dem 1. Oktober 1992 war Bärenklau Teil des Amts Schenkendöbern. Nach der Kreisreform in Brandenburg am 6. Dezember 1993 kam Bärenklau zum neu gebildeten Landkreis Spree-Neiße. Am 26. Oktober 2003 wurde Bärenklau mit den bis dahin ebenfalls selbstständigen Gemeinden Atterwasch, Gastrose-Kerkwitz, Grabko, Lutzketal und Pinnow-Heideland zu der neuen Gemeinde Schenkendöbern zusammengelegt.

## Bevölkerungsentwicklung
| 1875 | 393 | 1939 | 346 | 1981 | 382 |
| 1890 | 344 | 1946 | 549 | 1985 | 372 |
| 1910 | 338 | 1950 | 562 | 1989 | 381 |
| 1925 | 328 | 1964 | 485 | 1995 | 367 |
| 1933 | 389 | 1971 | 452 | 2002 | 367 |

## Sehenswürdigkeiten

### Baudenkmale

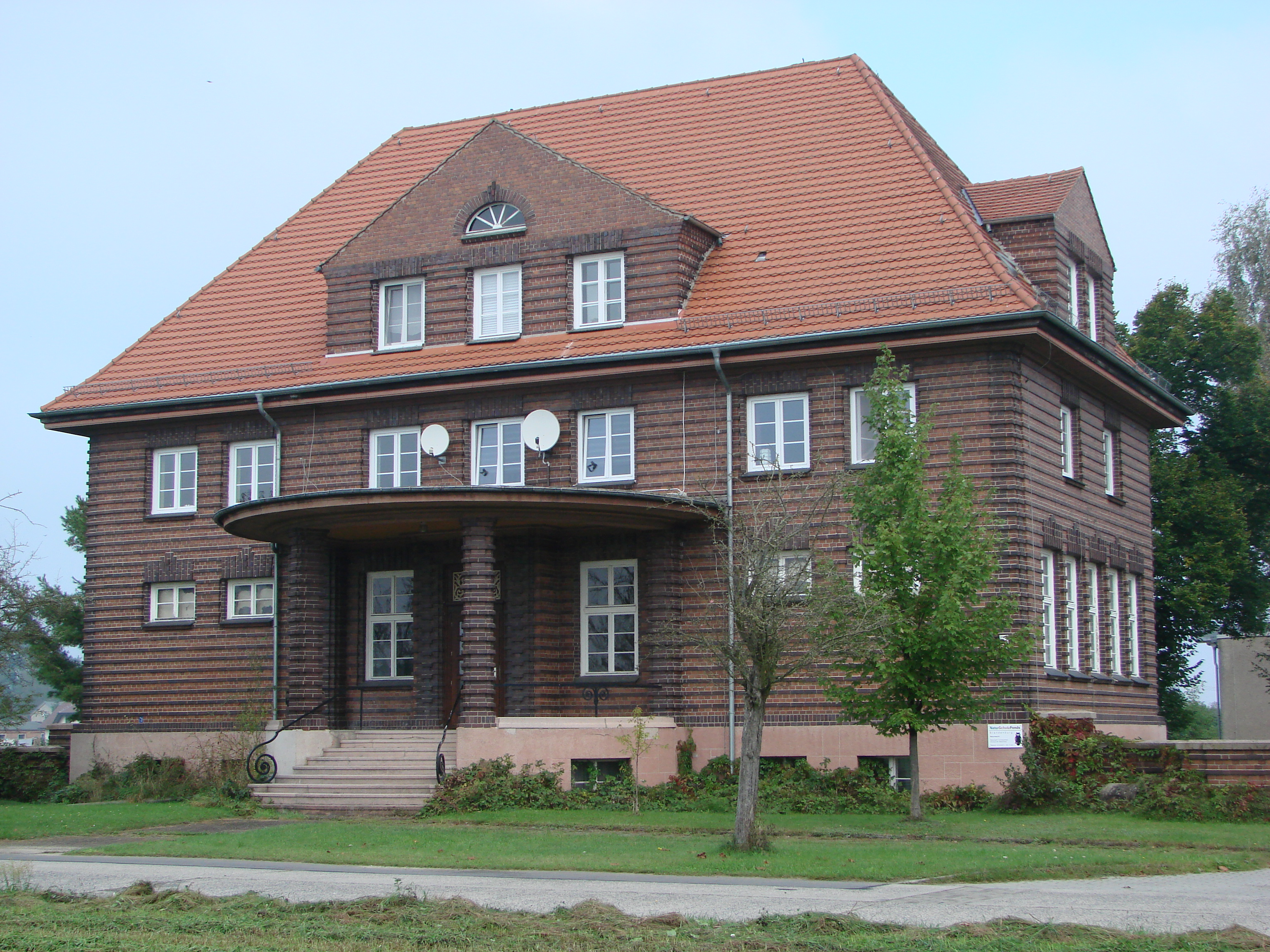
Alte Dorfschule Bärenklau (2014)

In der Liste der Baudenkmale in Schenkendöbern sind für Bärenklau drei Baudenkmale aufgeführt:
- Die Alte Schule (Grabkoer Straße 5), erbaut im Jahr 1932, ist ein zweigeschossiger Klinkerbau mit einem Walmdach.
- Das Schloss (Heimstraße 11), ein Landsitz mit einem Landhaus, entstand von 1928 bis 1930 auf dem Gebiet des Rittergutes Bärenklau. Die Architekten Alfred Breslauer und sein Schwager Paul Salinger schufen eines der größten Landhäuser in der Zeit zwischen den beiden Weltkriegen.
- Die Parkanlage (Heimstraße 11) mit einem neu angelegten Teich. Die Pflanzen für den Park lieferten die Späth’schen Baumschulen von Hellmut Späth.

### Naturschutzgebiete
Rund um Bärenklau liegen diese Naturschutzgebiete:
- westlich das Naturschutzgebiet Pinnower Läuche und Tauersche Eichen im Naturpark Schlaubetal
- nördlich der Tuschensee
- östlich die Feuchtwiesen Atterwasch
- südlich der Pastlingsee

(siehe auch Liste der Naturschutzgebiete im Landkreis Spree-Neiße)

## Nachweise
1. ↑  Gemeinde- und Ortsteilverzeichnis des Landes Brandenburg. Landesvermessung und Geobasisinformation Brandenburg (LGB), abgerufen am 29. Dezember 2020.
2. ↑  Reinhard E. Fischer: Die Ortsnamen der Länder Brandenburg und Berlin. Alter, Herkunft, Bedeutung. be.bra Wissenschaft, 2005, S. 21.
3. ↑  Chronik Bärenklau. In: schenkendoebern.de. Abgerufen am 8. April 2017.
4. ↑  Bärenklau in der Datenbank des Vereins für Computergenealogie. Abgerufen am 8. April 2017.
5. ↑  Historisches Gemeindeverzeichnis des Landes Brandenburg 1875 bis 2005. (PDF; 331 KB) Landkreis Spree-Neiße. Landesbetrieb für Datenverarbeitung und Statistik Land Brandenburg, Dezember 2006, abgerufen am 8. April 2017.